# Zpěvy Maldororovy
Zpěvy Maldororovy (francouzsky Les Chants de Maldoror) je dílo Comte de Lautréamonta (pseudonym v Montevideu rozeného Isidora Luciena Ducasse) sepsané jako báseň v próze (poetický román) a vydané poprvé v sešitech v letech 1868 a 1869. Celé dílo bylo poprvé souborně vytištěno přepracované a podepsané pseudonymem (předchozí sešity byly anonymní) roku 1870, ovšem nakladatel odmítl náklad vydat a autor se již vydání nedožil. Vytištěný náklad byl později odkoupen a vydán roku 1874. Větší ohlas zaznamenalo druhé vydání z roku 1890, ovšem slávu dílu přinesl zájem francouzských surrealistů (André Breton) trvající od roku 1917.
Dílo je členěno na zpěvů o šedesáti verších (I/14, II/16, III/5, IV/8, V/7, VI/10). Obsahově lze těžko popsat. Hlavní postavou Maldoror, zosobnění čistého zla, který vystupuje v ich-formě. Příběh je násilný, nihilistický, s odkazy na tehdy oblíbenou gotickou literaturu. Narativní styl je nelineární a surrealistický. K obsahové tajemnosti přispěl i poměrně tajemný autor (který zemřel velmi mlád a je od něho známo poměrně málo dalších textů).